# Mặt nạ hóa học

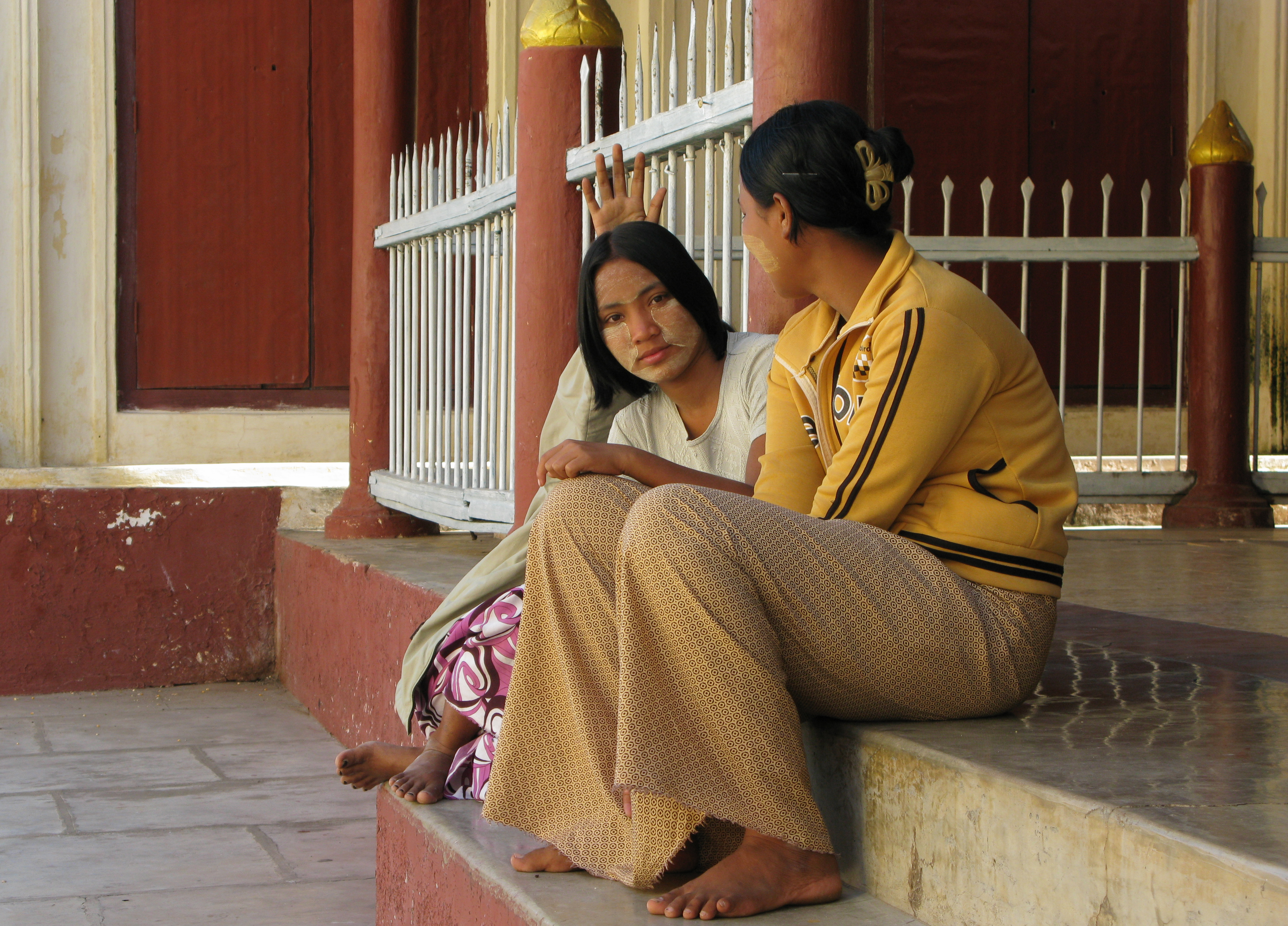
Một phụ nữ ở Myanmar đang đắp mặt nạ dưỡng da

Mặt nạ hóa học là một kỹ thuật đã từng được dùng để cải thiện và làm dịu nhẹ các cấu trúc của làn da. Hầu hết được điều trị cho da mặt, và sẹo có thể được cải thiện. Mặt nạ hóa học được dùng để loại bỏ lớp ngoài cùng của da. Để thực hiện nhiệm vụ này, các sản phẩm mặt nạ được chọn thường gây ra một chấn thương có kiểm soát cho da. Kết quả của quá trình chữa lành vết thương bắt đầu bằng sự tái tạo các mô mới. Nhũng phần da chết sau cùng sẽ bị lột ra. Các vùng da được tái tạo thường mượt mà hơn và ít nếp nhăn hơn chỗ da cũ trước đó. Một số loại mặt nạ hóa học vỏ có thể được mua bán và quản lý mà không có sự cấp phép y tế, tuy nhiên mọi người thường được khuyên nên tìm sự trợ giúp chuyên môn từ một bác sĩ về da liễu hoặc bác sĩ phẫu thuật thẩm mỹ với một loại mặt nạ hóa học chuyên trị trước khi thực hiện bất kì một liệu phap nào.

## Các loại
Có một số loại mặt nạ hóa học. như Mặt nạ dầu thầu dầu phenol-croton là một loại mặt nạ hóa học. Thuật ngữ "mặt nạ dầu phenol-croton" đã thay thế thuật ngữ mập mờ như "mặt nạ phenol" trong các tài liệu y tế. Nó đã được sử dụng vào một cơ sở bí mật bởi các ngôi sao Hollywood từ rất sớm trong những năm 1920 và đã được đưa vào thực tiễn trong những năm 1960 bởi Thomas Baker. Các thành phần hoạt động là dầu thầu dầu, gây ra phản ứng tẩy tế bào chết mạnh mẽ trong da.